# Matt Smith (attore)
Matthew Robert Smith (Northampton, 28 ottobre 1982) è un attore britannico.
È noto per aver interpretato l'Undicesimo Dottore nella serie televisiva di fantascienza Doctor Who, per la quale ha ricevuto una candidatura ai premi BAFTA, per aver interpretato il principe Daemon Targaryen nella serie tv House of the Dragon, e per aver interpretato il ruolo del principe Filippo nelle prime due stagioni della serie TV The Crown.

## Biografia

### Inizi
Matt Smith è nato a Northampton, nel Northamptonshire. Ha frequentato la Northampton School for Boys. Inizialmente aspirava a diventare un calciatore professionista: militò infatti nelle squadre giovanili di Northampton Town, Nottingham Forest e del Leicester City, di cui fu capitano all'età di 15 anni. Ma un grave infortunio alla schiena (spondilite) lo costrinse a porre fine alla sua promettente carriera.
Fu il suo maestro di recitazione ad introdurlo alla recitazione iscrivendolo come dodicesimo giurato in una rivisitazione di Twelve Angry Men senza il suo consenso. Anche se ottenne la parte nello spettacolo, rifiutò di partecipare ad un festival di recitazione al quale il suo insegnante lo aveva iscritto, poiché vedeva sé stesso come calciatore e non come attore. Ma il suo insegnante insistette ed infine lo convinse ad iscriversi alla National Youth Theatre a Londra.
Dopo essere entrato alla National Youth Theatre e aver studiato recitazione e scrittura creativa presso la University of East Anglia, nel 2003 Smith è diventato un attore ed ha iniziato ad esibirsi in opere teatrali come Murder in the Cathedral, Fresh Kills, The History Boys and On the Shore of the Wide World a Londra.
Dopo aver finito gli studi a Londra, Smith studiò Recitazione e Scrittura Creativa alla University of East Anglia, laureandosi nel 2005. I suoi primi ruoli teatrali come allievo della National Youth Theatre furono quelli di Thomas Beckett in "Murder in the Cathedral" e di Basoon in "The Master and Margarita". Quest'ultimo gli fece guadagnare un agente e i suoi primi ruoli professionali: "Fresh Kills" e "On the Shore of the Wide World". Il primo vero ruolo televisivo fu quello di Danny Foster in Party Animals, serie britannica incentrata su figure inverosimili dello staff del parlamento britannico. Danny è descritto come un ragazzo di 26 anni, intelligente ma socialmente timido, essendo un "geek politico" e che da tempo avrebbe dovuto cambiare mansione per via dell'età. Oltre ciò nel 2007, ha preso parte al primo episodio della serie televisiva Diario di una squillo perbene con Billie Piper. Ha una breve parte nel film del 2008 In Bruges - La coscienza dell'assassino, ma la sua scena è stata tagliata dalla versione cinematografica.

### Doctor Who

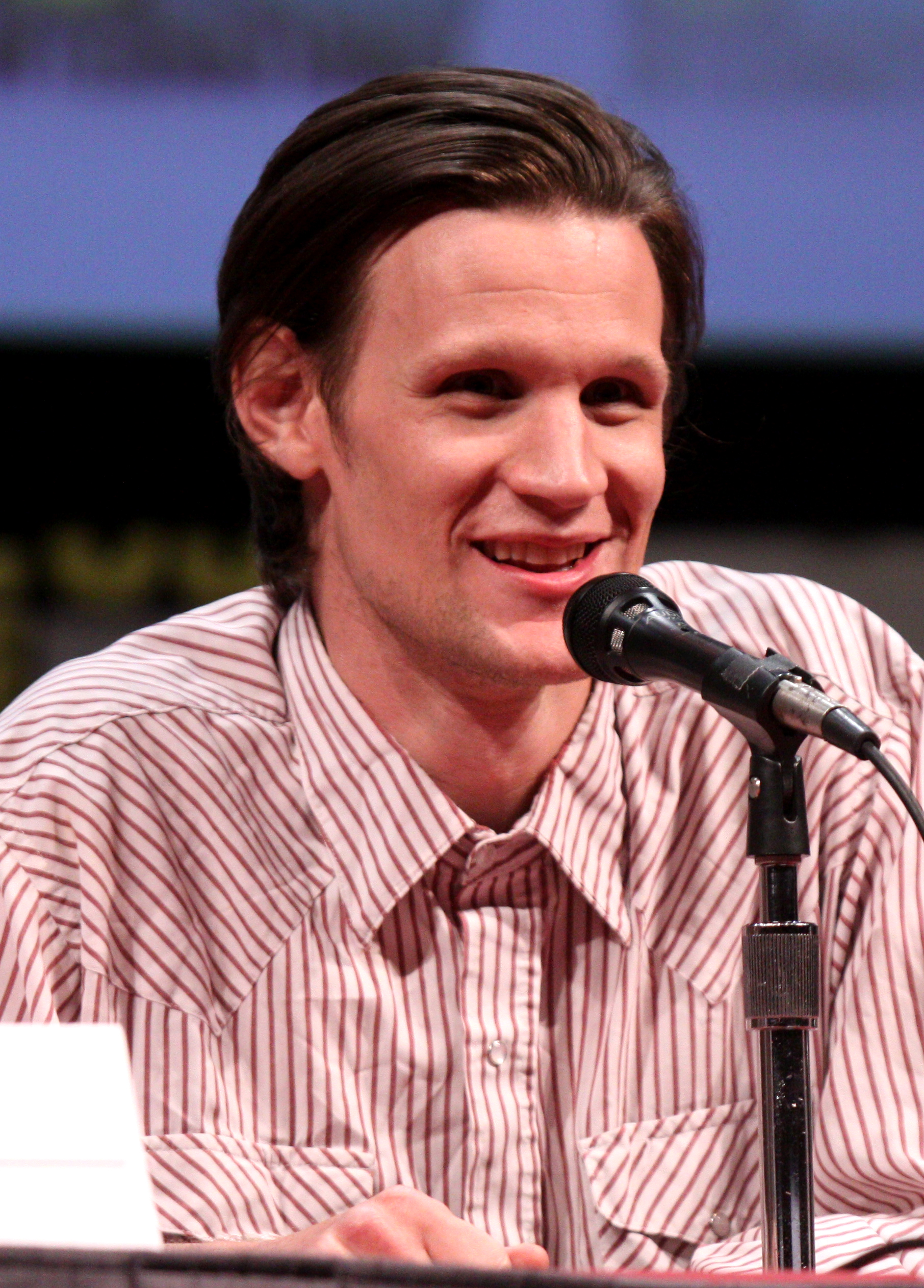
Matt Smith nel 2011

Nel gennaio 2009 viene annunciato l'ingaggio di Smith per il ruolo dell'Undicesima incarnazione del Dottore, nella serie televisiva Doctor Who, al posto di David Tennant il quale aveva annunciato il suo addio nell'ottobre 2008. Smith era un attore sconosciuto in confronto ad altri che erano stati presi in considerazione come possibili "dottori" tra i quali Paterson Joseph, David Morrissey, Sean Pertwee, James Nesbitt, Russell Tovey, Catherine Zeta-Jones, Chiwetel Ejiofor, Robert Carlyle e Billie Piper. Il nome di Smith fu aggiunto alla lista solo il giorno prima l'annuncio, durante la puntata del 3 gennaio 2009 di BBC Brekfast.
Smith fu uno dei primi attori a fare l'audizione, proprio il primo giorno. Il team della produzione, composto dal produttore, Steven Moffat, e dal produttore esecutivo della BBC Wales, Piers Wenger, lo scelsero immediatamente grazie alla sua straordinaria performance. Smith inoltre fece l'audizione per il ruolo di John Watson in un'altra serie creata da Moffat, Sherlock, essendo le due nello stesso giorno; fu un insuccesso, poiché Moffat pensava che il suo stile eccentrico fosse più simile a Holmes, per il quale era già stato scelto Benedict Cumberbatch. A 26 anni, Smith era tre anni più giovane di Peter Davison il quale era stato scelto nel 1981, e più giovane di ogni altro Dottore. Dopo tre settimane di audizioni, Moffat and Wenger furono d'accordo che il ruolo era "sempre stato di Matt". La BBC era cauta riguardo al suo ingaggio perché sentivano che un ventiseienne non poteva interpretare il Dottore nel modo giusto; Wenger era dello stesso avviso ma pensò che Smith avesse dimostrato le sue alte qualità recitative in Party Animals. Alcuni fan della serie credevano che Smith fosse inesperto, mentre altri la pensavano diversamente avendolo già visto recitare in altri film e serie TV. Per la sua interpretazione nella prima stagione ha ricevuto una nomination ai National Television Awards.
Smith ha detto del suo personaggio: "Il Dottore è eccitato e affascinato dalla piccolezza delle cose. Da tutto. Da ogni singola cosa. Questo è il bello del suo personaggio. Per questo ai bambini piace, penso. Perché non mette da parte niente. Non è un cinico. È aperto a ogni singola sfaccettatura dell'universo." Nel giugno 2010, Smith è apparso con gli Orbital e ha interpretato con loro una versione della sigla, al Glastonbury Festival. Smith ha condotto i Doctor Who Prom al Royal Albert Hall il 24 e il 25 luglio 2010 La mattina del 26 maggio 2012, Smith ha portato la torcia olimpica a Cardiff.
Il 1º giugno 2013 la BBC ha annunciato l'addio di Matt Smith a Doctor Who, mostrato nello speciale di Natale del 2013. Lascia il ruolo di Dottore a Peter Capaldi.

### DopoDoctor Who
Conclusa l'esperienza di Doctor Who, Smith lavora principalmente al cinema apparendo in film come Lost River, Terminator Genisys e PPZ - Pride + Prejudice + Zombies. Tra 2016 e 2017 interpreta il ruolo del Principe Filippo nelle prime due stagioni di The Crown, venendo successivamente sostituito da Tobias Menzies. Nel 2018 recita da protagonista nel film Paziente zero e interpreta il ruolo del criminale Charles Manson in Charlie Says. Nel 2020 ha ottenuto il ruolo del villain Milo Morbius nell'omonimo film del Sony's Spider-Man Universe, diretto da Daniel Espinosa, in uscita ad aprile 2022. Nel dicembre 2020 si aggiunge al cast di House of the Dragon, serie televisiva prequel de Il Trono di Spade in uscita nel 2022, nel ruolo del principe Daemon Targaryen. Nel 2021 ha recitato nel film Ultima notte a Soho.

## Vita privata
Smith è ateo. Ha citato la sua band preferita, i Radiohead, come fonte di ispirazione. È stato legato sentimentalmente all'attrice Lily James. 

## Filmografia

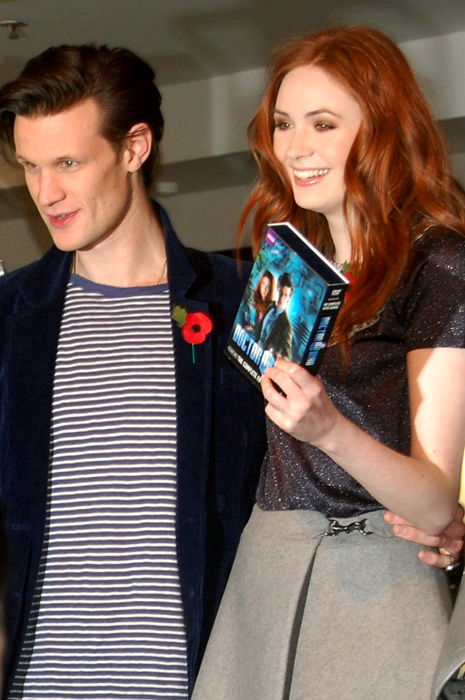
Matt Smith e Karen Gillan nel novembre 2010

### Cinema
- In Bruges - La coscienza dell'assassino (In Bruges), regia di Martin McDonagh (2008) - scena eliminata[18]
- Together, regia di Eicke Bettinga – cortometraggio (2009)
- Womb, regia di Benedek Fliegauf (2010)
- Bert & Dickie, regia di David Blair (2012)
- Lost River, regia di Ryan Gosling (2014)
- Terminator Genisys, regia di Alan Taylor (2015)
- PPZ - Pride + Prejudice + Zombies (Pride and Prejudice and Zombies), regia di Burr Steers (2016)
- Mapplethorpe, regia di Ondi Timoner (2018)
- Paziente zero (Patient Zero), regia di Stefan Ruzowitzky (2018)
- Charlie Says, regia di Mary Harron (2018)
- Official Secrets - Segreto di stato (Official Secrets), regia di Gavin Hood (2019)
- His House, regia di Remi Weekes (2020)
- Ultima notte a Soho (Last Night in Soho), regia di Edgar Wright (2021)
- The Forgiven, regia di John Michael McDonagh (2021)
- Morbius, regia di Daniel Espinosa (2022)
- Starve Acre, regia di Daniel Kokotajlo (2023)
- Una scomoda circostanza (Caught Stealing), regia di Darren Aronofsky (2025)

### Televisione
- The Ruby in the Smoke, regia di Brian Percival – film TV (2006)
- Party Animals – serie TV, 8 episodi (2007)
- The Shadow in the North, regia di John Alexander – film TV (2007)
- Diario di una squillo perbene (Secret Diary of a Call Girl) – serie TV, 1 episodio (2007)
- The Street – serie TV, 1 episodio (2007)
- Moses Jones – serie TV, 3 episodi (2009)
- Le avventure di Sarah Jane (The Sarah Jane Adventures) – serie TV, 2 episodi (2010)
- Doctor Who – serie TV, 46 episodi (2010-2014)
- Christopher and His Kind, regia di Geoffrey Sax – film TV (2011)
- Top Gear – serie TV, episodio 5x18 (2012)
- Un'avventura nello spazio e nel tempo (An Adventure in Space and Time), regia di Terry McDonough – film TV (2013) – cameo
- I (circa) cinque Dottori: Reboot (The Five(ish) Doctors Reboot), regia di Peter Davison – cortometraggio (2013)
- The Crown – serie TV, 20 episodi (2016-2017)
- House of the Dragon – serie TV (2022)

## Teatro
- Assassinio nella cattedrale di T. S. Eliot. National Youth Theatre di Londra (2003)
- Il maestro e Margherita da Michail Bulgakov. Lyric Theatre di Londra (2004)
- Fresh Kills di Elyzabeth Gregory Wilder. Royal Court Theatre di Londra (2004)
- On the Shore of the Wide World di Simon Stephens. Royal Exchange di Manchester, National Theatre di Londra (2005)
- The History Boys di Alan Bennett. National Theatre di Londra (2005)
- Chatroom di Enda Walsh. National Theatre di Londra (2006)
- That Face di Polly Stenham. Royal Court Theatre di Londra (2007)
- Swimming with Sharks da George Huang. Vaudeville Theatre di Londra (2008)
- That Face di Polly Stenham. Duke of York's Theatre di Londra (2008)
- American Psycho, libretto di Roberto Aguirre-Sacasa, colonna sonora di Duncan Sheik. Almeida Theatre di Londra (2013)
- Unreachable di Anthony Neilson. Royal Court Theatre di Londra (2016)
- Lungs di Duncan Macmillan. Old Vic di Londra (2019)
- Un nemico del popolo di Henrik Ibsen. Duke of York's Theatre di Londra (2024)

## Riconoscimenti
- BAFTA[19]
  - 2011 – Candidatura al miglior attore per Doctor Who
- Premio Emmy[20]
  - 2018 – Candidatura al miglior attore non protagonista in una serie drammatica per The Crown
- Screen Actors Guild Award
  - 2017 – Candidatura al miglior cast in una serie drammatica per The Crown
  - 2018 – Candidatura al miglior cast in una serie drammatica per The Crown
- Critics' Choice Awards
  - 2023 - Candidatura al miglior attore non protagonista in una serie drammatica per House of the Dragon

## Doppiatori italiani
Nelle versioni in italiano delle opere in cui ha recitato, Matt Smith è stato doppiato da:
- Emiliano Coltorti in Womb, PPZ - Pride + Prejudice + Zombies , Official Secrets - Segreto di stato
- Nanni Baldini in Doctor Who, Top Gear, House of the Dragon
- Luca Mannocci in His House, Morbius
- Lorenzo Scattorin in The Crown
- Andrea Lopez in Diario di una squillo perbene
- Francesco Venditti in Terminator Genisys
- Gianfranco Miranda in The Forgiven
- Giorgio Borghetti in Paziente zero
- Alberto Bognanni in Charlie Says
- Maurizio Merluzzo in Ultima notte a Soho

Da doppiatore è sostituito da:
- Francesco Mei in LEGO Dimensions